# Banksia chamaephyton
Banksia chamaephyton är en tvåhjärtbladig växtart som beskrevs av Alexander Segger George. Banksia chamaephyton ingår i släktet Banksia och familjen Proteaceae. Inga underarter finns listade i Catalogue of Life.